# Sygehjælper
 Denne artikel omhandler den civil-humane (menneskerelaterede) sygehjælper. For andre betydninger af sygehjælper, se Sygehjælper (flertydig). (Se også artikler, som begynder med Sygehjælper)
 Der er for få eller ingen kildehenvisninger i denne artikel, hvilket er et problem. Du kan hjælpe ved at angive troværdige kilder til de påstande, som fremføres i artiklen.

Sygehjælper er en et-årig blandet teoretisk og praktisk uddannelse, der blev afskaffet i forbindelse med indførelsen af SOSU-uddannelserne. Sygehjælpere er oftest ansat i sygehus- eller plejehjemsregi.
Sygehjælperne fik med indførelsen af SOSU-uddannelserne mulighed for at opkvalificere sig til social- og sundhedsassistent frem for at blive "udfaset"; der findes dog stadig mange sygehjælpere ansat rundt omkring på sygehuse og plejehjem.
Kompetence- og uddannelsesmæssigt ligger sygehjælperne mellem de nuværende social- og sundhedshjælpere og social- og sundhedsassistenterne.
Den engelske betegnelse for sygehjælper er nursing assistant eller auxiliary nurse.
| Sygepleje | Spire Denne artikel om sygepleje er en spire som bør udbygges. Du er velkommen til at hjælpe Wikipedia ved at udvide den. |